# .mp
‎.mp‏ دامنه اینترنتی اختصاص داده شده به جزایر ماریانای شمالی (به انگلیسی: Northern Mariana Islands) است.